# 繁昌保卫战
繁昌保卫战是指1938年12月至1940年初中国抗日战争期间，中共领导的新四军第三支队与侵华日军双方為争夺安徽省繁昌县而发生的战役，战役历时一年余，期间繁昌县几次易手，最终以新四军守住繁昌城而告终。

## 过程
1938年初，日本侵略军由芜湖进攻繁昌。同年3月，日军佔領了三山、梅山、峨桥等地。同年10月繁昌县北部地区被日军攻占，1938年12月，谭震林率领的新四军第三支队进驻繁昌县城，1939年1月10日，据守峨桥、伏龙山的400多名日军和20名日军骑兵分两路进攻繁昌城，11日，新四军不敌，繁昌城失守，日军占领县城，13日，新四军三支队采用游击战术，不断袭扰日军，并集结主力准备反攻。日军闻讯后撤退，新四军三支队收复繁昌城。1939年2月5日，据守峨桥的日军步骑炮兵共300余人再次进攻繁昌，并再次占领了繁昌城。随后新四军三支队集结主力反攻，日军被击退，三支队第二次收复繁昌城。5月下旬，日军1000余人第三次进犯繁昌。新四军第五团和从苏南调回皖南的第一团进行阻击，最终击退日军。11月，日军约2000多人向繁昌等地进行扫荡。新四军第三支队组织反击，期间发生“峨山头搏斗”和“塘口坝血战”等战斗。12月21日，日军再次集结数百兵力进攻繁昌县城，于22日被第三支队击退。

## 宣传
新四军《抗敌报》曾发表题为《保卫繁昌屏障皖南的伟大胜利》的社论。